# Liste des cratères de la Lune, C-F
Voici une partie de la liste des cratères de la Lune. Quand un cratère possède des cratères satellites, ceux-ci sont décrits dans l'article du cratère principal.

## C
| Cratère          | Diamètre | Éponyme                                           |
| ---------------- | -------- | ------------------------------------------------- |
| C. Herschel      | 13 km    | Caroline Herschel (1750-1848)                     |
| C. Mayer         | 38 km    | Christian Mayer (1719-1783)                       |
| Cabannes         | 80 km    | Jean Cabannes (1885-1959)                         |
| Cabeus           | 98 km    | Niccolo Cabeo (1586-1650)                         |
| Cailleux         | 50 km    | André Cailleux (1907-1986)                        |
| Cajal            | 9 km     | Santiago Ramón y Cajal (1852-1934)                |
| Cajori           | 70 km    | Florian Cajori (1859-1930)                        |
| Calippus         | 32 km    | Calippe (circa 330 av. J.-C.)                     |
| Cameron          | 10 km    | Robert Curry Cameron (1925-1972)                  |
| Campanus         | 48 km    | Campanus de Novare (ca. 1200)                     |
| Campbell         | 219 km   | Léon Campbell (en) (1881-1951)                    |
| Campbell         | 219 km   | William Wallace Campbell (1862-1938)              |
| Cannizzaro       | 56 km    | Stanislao Cannizzaro (1826-1910)                  |
| Cannon           | 56 km    | Annie Jump Cannon (1863-1941)                     |
| Cantor           | 0 km     | Georg Cantor (1845-1918)                          |
| Cantor           | 0 km     | Moritz Cantor (1829-1920)                         |
| Capella          | 90 km    | Martianus Capella (circa 400)                     |
| Capuanus         | 59 km    | Francesco Capuano di Manfredonia (circa 1400)     |
| Cardanus         | 49 km    | Jérôme Cardan (1501-1576)                         |
| Carlini          | 10 km    | Francesco Carlini (1783-1862)                     |
| Carlos           | 4 km     | (prénom masculin espagnol)                        |
| Carmichael       | 20 km    | Leonard Carmichael (1898-1973)                    |
| Carnot           | 126 km   | Nicolas Léonard Sadi Carnot (1796-1832)           |
| Carol            | 8 km     | (prénom Latin)                                    |
| Carpenter        | 59 km    | James Carpenter (en) (1840-1899)                  |
| Carpenter        | 59 km    | Edwin Francis Carpenter (en) (1898-1963)          |
| Carrel           | 15 km    | Alexis Carrel (1873-1944)                         |
| Carrillo         | 16 km    | Nabor Carrillo Flores (en) (1911-1967)            |
| Carrington       | 30 km    | Richard Christopher Carrington (1826-1875)        |
| Cartan           | 15 km    | Élie J. Cartan (1869-1951)                        |
| Carver           | 59 km    | George Washington Carver (circa 1864-1943)        |
| Casatus          | 108 km   | Paolo Casati (1617-1707)                          |
| Cassegrain       | 55 km    | Laurent Cassegrain (1625-1712)                    |
| Cassini          | 56 km    | Giovanni Domenico Cassini (1625-1712)             |
| Cassini          | 56 km    | Jacques J. Cassini (1677-1756)                    |
| Catalán          | 25 km    | Miguel Catalán (1894-1957)                        |
| Catharina        | 104 km   | Sainte Catherine d'Alexandrie (? -circa 307)      |
| Cauchy           | 12 km    | Augustin Louis Cauchy (1789-1857)                 |
| Cavalerius       | 56 km    | Bonaventura Cavalieri (1598-1647)                 |
| Cavendish        | 56 km    | Henry Cavendish (1731-1810)                       |
| Caventou         | 3 km     | Joseph Bienaimé Caventou (1795-1877)              |
| Cayley           | 14 km    | Arthur Cayley (1821-1895)                         |
| Celsius          | 36 km    | Anders Celsius (1701-1744)                        |
| Censorinus       | 3 km     | Censorinus (vivant en 238)                        |
| Cepheus          | 39 km    | Céphée                                            |
| Chacornac        | 51 km    | Jean Chacornac (1823-1873)                        |
| Chadwick         | 30 km    | Sir James Chadwick (1891-1974)                    |
| Chaffee          | 49 km    | Roger B. Chaffee (1935-1967)                      |
| Challis          | 55 km    | James Challis (1803-1862)                         |
| Chalonge         | 30 km    | Daniel Chalonge (1895-1977)                       |
| Chamberlin       | 58 km    | Thomas Chrowder Chamberlin (1843-1928)            |
| Champollion      | 58 km    | Jean-François Champollion (1790-1832)             |
| Chandler         | 85 km    | Seth Carlo Chandler (1846-1913)                   |
| Chang Heng       | 43 km    | Zhang Heng (78-139)                               |
| Chang-Ngo        | 3 km     | (prénom féminin Chinois), déesse chinoise Chang'e |
| Chant            | 33 km    | Clarence Augustus Chant (1865-1956)               |
| Chaplygin        | 137 km   | Sergej Alekseevich Chaplygin (1869-1942)          |
| Chapman          | 71 km    | Sydney Chapman (1888-1970)                        |
| Chappe           | 59 km    | Jean Chappe (1722-1769)                           |
| Chappell         | 80 km    | James F. Chappell (1891-1964)                     |
| Charles          | 1 km     | (prénom masculin français)                        |
| Charlier         | 99 km    | Carl Charlier (1862-1934)                         |
| Chaucer          | 45 km    | Geoffrey Chaucer (circa 1340-1400)                |
| Chauvenet        | 81 km    | William Chauvenet (1820-1870)                     |
| Chawla           | 15 km    | Kalpana Chawla (1961–2003)                        |
| Chevallier       | 52 km    | Temple Chevallier (1794-1873)                     |
| Ching-Te         | 4 km     | (prénom féminin chinois)                          |
| Chladni          | 13 km    | Ernst Florens Friedrich Chladni (1756-1827)       |
| Chrétien         | 88 km    | Henri Chrétien (1870-1956)                        |
| Christel         | 2 km     | (prénom féminin allemand)                         |
| Cichus (en)      | 40 km    | Cecco d'Ascoli (1257-1327)                        |
| Clairaut         | 75 km    | Alexis Claude Clairaut (1713-1765)                |
| Clark (en)       | 49 km    | Alvan Clark (1804-1887)                           |
| Clark (en)       | 49 km    | Alvan Graham Clark (1832-1897)                    |
| Clausius (en)    | 24 km    | Rudolf Julius Emmanuel Clausius (1822-1888)       |
| Clavius          | 225 km   | Christophorus Clavius (1537-1612)                 |
| Cleomedes        | 125 km   | Cléomède (? -circa 50 av. J.-C.)                  |
| Cleostratus (en) | 62 km    | Cléostrate (? -circa 500 av. J.-C.)               |
| Clerke (en)      | 6 km     | Agnes Mary Clerke (1842-1907)                     |
| Coblentz (en)    | 33 km    | William Weber Coblentz (1873-1962)                |
| Cockcroft (en)   | 93 km    | John Douglas Cockcroft (1897-1967)                |
| Collins          | 2 km     | Michael Collins (astronaute) (1930-)              |
| Colombo          | 76 km    | Christophe Colomb (circa 1446-1506)               |
| Compton          | 182 km   | Arthur Holly Compton (1892-1962)                  |
| Compton          | 182 km   | Karl Taylor Compton (1887-1954)                   |
| Comrie (en)      | 59 km    | Leslie John Comrie (1893-1950)                    |
| Comstock (en)    | 72 km    | George Cary Comstock (1855-1934)                  |
| Condon (en)      | 34 km    | Edward Uhler Condon (1902-1974)                   |
| Condorcet        | 74 km    | Nicolas de Condorcet (1743-1794)                  |
| Congreve (en)    | 57 km    | Sir William Congreve (1772-1828)                  |
| Conon (en)       | 21 km    | Conon de Samos (circa 260 av. J.-C.)              |
| Cook             | 46 km    | James Cook (1728-1779)                            |
| Cooper (en)      | 36 km    | John C. Cooper (1887-1967)                        |
| Copernic         | 107 km   | Nicolas Copernic (1473-1543)                      |
| Cori (en)        | 65 km    | Gerty Theresa Radnitz Cori (1896-1957)            |
| Coriolis         | 78 km    | Gaspard-Gustave Coriolis (1792-1843)              |
| Couder           | 21 km    | André Couder (1897-1978)                          |
| Coulomb          | 89 km    | Charles-Augustin de Coulomb (1736-1806)           |
| Courtney (en)    | 1 km     | (prénom féminin Anglais)                          |
| Cremona (en)     | 85 km    | Luigi Cremona (1830-1903)                         |
| Crile (en)       | 9 km     | George Crile (1864-1943)                          |
| Crocco (en)      | 75 km    | Gaetano Crocco (1877-1968)                        |
| Crommelin        | 94 km    | Andrew Claude de la Cherois Crommelin (1865-1939) |
| Crookes (en)     | 49 km    | Sir William Crookes (1832-1919)                   |
| Crozier          | 22 km    | Francis Rawdon Moira Crozier (1796-1848)          |
| Crüger           | 45 km    | Peter Crüger (1580-1639)                          |
| Ctesibius (en)   | 36 km    | Ctésibios (? -circa 100 av. J.-C.)                |
| Curie            | 151 km   | Pierre Curie (1859-1906)                          |
| Curtis (en)      | 2 km     | Heber Doust Curtis (1859-1906)                    |
| Curtius          | 95 km    | Albert Curtz (en) (1600-1671)                     |
| Cusanus          | 63 km    | Nikolaus Krebs Cusanus (1401-1464)                |
| Cuvier           | 75 km    | Georges Cuvier (1769-1832)                        |
| Cyrano           | 80 km    | Cyrano de Bergerac Savinien (1615-1655)           |
| Cyrillus         | 98 km    | Cyrille d'Alexandrie (? -444)                     |
| Cysatus          | 48 km    | Jean-Baptiste Cysat (1588-1657)                   |

## D
| Cratère            | Diamètre | Éponyme                                                     |
| ------------------ | -------- | ----------------------------------------------------------- |
| D. Brown           | 15 km    | David McDowell Brown (1956–2003)                            |
| da Vinci           | 37 km    | Léonard de Vinci (1452-1519)                                |
| Daedalus           | 93 km    | Dédale, architecte mythique grec                            |
| Dag                | 0 km     | (prénom masculin scandinave)                                |
| Daguerre           | 46 km    | Louis Daguerre (1789-1851)                                  |
| Dale (en)          | 22 km    | Henry Hallett Dale (1875-1968)                              |
| D'Alembert         | 248 km   | Jean le Rond d'Alembert (1717-1783)                         |
| Dalton (en)        | 60 km    | John Dalton (1766-1844)                                     |
| Daly (en)          | 17 km    | Reginald Aldworth Daly (1871-1957)                          |
| Damoiseau          | 36 km    | Marie-Charles-Théodore de Damoiseau de Montfort (1768-1846) |
| Daniell (en)       | 29 km    | John Frederic Daniell (1790-1845)                           |
| Danjon             | 71 km    | André Danjon (1890-1967)                                    |
| Dante              | 54 km    | Dante Alighieri (1265-1321)                                 |
| Darney             | 15 km    | Maurice Darney (1882-1958)                                  |
| D'Arrest           | 30 km    | Heinrich Louis d'Arrest (1822-1875)                         |
| D'Arsonval         | 28 km    | Jacques Arsene d'Arsonval (1851-1940)                       |
| Darwin             | 120 km   | Charles Darwin (1809-1882)                                  |
| Das (en)           | 38 km    | Amil Kumar Das (en) (1902-1961)                             |
| Daubrée            | 14 km    | Auguste Daubrée (1814-1896)                                 |
| Davisson (en)      | 87 km    | Clinton Joseph Davisson (1881-1958)                         |
| Davy               | 34 km    | Humphry Davy (1778-1829)                                    |
| Dawes (en)         | 18 km    | William Rutter Dawes (1799-1868)                            |
| Dawson (en)        | 45 km    | Bernhard H. Dawson (en) (1890-1960)                         |
| De Forest (en)     | 57 km    | Lee de Forest (1873-1961)                                   |
| De Gasparis        | 30 km    | Annibale De Gasparis (1819-1892)                            |
| de Gerlache        | 32.4 km  | Adrien de Gerlache (1866-1934)                              |
| De La Rue          | 134 km   | Warren de la Rue (1815-1889)                                |
| De Moraes (en)     | 53 km    | Abrahão De Moraes (en) (1916-1970)                          |
| De Morgan          | 10 km    | Auguste De Morgan (1806-1871)                               |
| De Roy             | 43 km    | Felix De Roy (1883-1942)                                    |
| De Sitter (en)     | 64 km    | Willem de Sitter (1872-1934)                                |
| De Vico (en)       | 20 km    | Francesco de Vico (1805-1848)                               |
| De Vries           | 59 km    | Hugo de Vries (1848-1935)                                   |
| Debes (en)         | 30 km    | Ernest Debes (1840-1923)                                    |
| Debus (en)         | 20 km    | Kurt Heinrich Debus (1908-1983)                             |
| Debye              | 142 km   | Peter Debye (1884-1966)                                     |
| Dechen (en)        | 12 km    | Ernst Heinrich Karl von Dechen (en) (1800-1889)             |
| Delambre           | 51 km    | Jean-Baptiste Joseph Delambre (1749-1822)                   |
| Delaunay           | 46 km    | Charles-Eugène Delaunay (1816-1872)                         |
| Delia              | 2 km     | (prénom féminin grec)                                       |
| Delisle            | 25 km    | Joseph-Nicolas Delisle (1688-1768)                          |
| Dellinger (en)     | 81 km    | John Howard Dellinger (en) (1886-1962)                      |
| Delmotte           | 32 km    | Gabriel Delmotte (1876-1950)                                |
| Delporte           | 45 km    | Eugène Joseph Delporte (1882-1955)                          |
| Deluc              | 46 km    | Jean-André Deluc (1727-1817)                                |
| Dembowski (en)     | 26 km    | Ercole Dembowski (1815-1881)                                |
| Democritus (en)    | 39 km    | Démocrite d'Abdère (circa 460-360 av. J.-C.)                |
| Demonax (en)       | 128 km   | Démonax (? -circa 100 av. J.-C.)                            |
| Denning (en)       | 44 km    | William Frederick Denning (1848-1931)                       |
| Desargues          | 85 km    | Girard Desargues (1593-1662)                                |
| Descartes          | 48 km    | René Descartes (1596-1650)                                  |
| Deseilligny        | 6 km     | Jules Alfred Pierrot Deseilligny (1868-1918)                |
| Deslandres         | 256 km   | Henri-Alexandre Deslandres (1853-1948)                      |
| Deutsch            | 66 km    | Armin Joseph Deutsch (1918-1969)                            |
| Dewar (en)         | 50 km    | Sir James Dewar (1842-1923)                                 |
| Diana              | 1 km     | (prénom féminin latin)                                      |
| Diderot            | 20 km    | Denis Diderot (1713-1784)                                   |
| Dionysius (en)     | 18 km    | St. Denys l'Aréopagite (9-120)                              |
| Diophantus         | 17 km    | Diophante d'Alexandrie (? -circa 300)                       |
| Dirichlet (en)     | 47 km    | Johann Peter Gustav Lejeune Dirichlet (1805-1859)           |
| Dobrovol'skiy (en) | 38 km    | Georgi Dobrovolski (1928-1971)                              |
| Doerfel (en)       | 68 km    | Georg Samuel Doerfel (1643-1688)                            |
| Dollond (en)       | 11 km    | John Dollond (1706-1761)                                    |
| Donati (en)        | 36 km    | Giovanni Battista Donati (1826-1873)                        |
| Donna (en)         | 2 km     | (prénom féminin italien)                                    |
| Donner (en)        | 58 km    | Anders Severin Donner (en) (1854-1938)                      |
| Doppelmayer        | 63 km    | Johann Gabriel Doppelmayr (1671-1750)                       |
| Doppler (en)       | 110 km   | J. Christian Doppler (1803-1853)                            |
| Douglass (en)      | 49 km    | Andrew Ellicott Douglass (1867-1962)                        |
| Dove (en)          | 30 km    | Heinrich Wilhelm Dove (1803-1879)                           |
| Draper             | 8 km     | Henry Draper (1837-1882)                                    |
| Drebbel (en)       | 30 km    | Cornelis Drebbel (1572-1634)                                |
| Dreyer (en)        | 61 km    | John L. E. Dreyer (1852-1926)                               |
| Drude (en)         | 24 km    | Paul Karl Ludwig Drude (1863-1906)                          |
| Dryden (en)        | 51 km    | Hugh Latimer Dryden (1898-1965)                             |
| Drygalski          | 149 km   | Erich Dagobert von Drygalski (1865-1949)                    |
| Doubiago           | 51 km    | Dmitri Ivanovitch Doubiago (1850-1918)                      |
| Doubiago           | 51 km    | Alexandre Dmitrievitch Doubiago (1903-1959)                 |
| Dufay              | 39 km    | Jean Dufay (1896-1967)                                      |
| Dugan (en)         | 50 km    | Raymond Smith Dugan (1878-1940)                             |
| Dunér              | 62 km    | Nils Christoffer Dunér (1839-1914)                          |
| Dunthorne (en)     | 15 km    | Richard Dunthorne (en) (1711-1775)                          |
| Dyson (en)         | 63 km    | Sir Frank Watson Dyson (1868-1939)                          |
| Dziewulski (en)    | 63 km    | Wladyslaw Dziewulski (en) (1878-1962)                       |

## E
| Cratère          | Diamètre | Éponyme                                                   |
| ---------------- | -------- | --------------------------------------------------------- |
| Eckert           | 2 km     | Wallace John Eckert (en) (1902-1971)                      |
| Eddington (en)   | 118 km   | Sir Arthur Stanley Eddington (1882-1944)                  |
| Edison (en)      | 62 km    | Thomas A. Edison (1847-1931)                              |
| Edith (en)       | 8 km     | (prénom féminin)                                          |
| Egede (en)       | 37 km    | Hans Egede (1686-1758)                                    |
| Ehrlich (en)     | 30 km    | Paul Ehrlich (1854-1915)                                  |
| Eichstadt        | 49 km    | Lorentz Eichstadt (en) (1596-1660)                        |
| Eijkman          | 54 km    | Christiaan H. Eijkman (1858-1930)                         |
| Eimmart (en)     | 46 km    | Georg Christoph Eimmart (1638-1705)                       |
| Einstein (en)    | 198 km   | Albert Einstein (1879-1955)                               |
| Einthoven (en)   | 69 km    | Willem Einthoven (1879-1955)                              |
| Elger            | 21 km    | Thomas Gwyn Elger (1836-1897)                             |
| Ellerman (en)    | 47 km    | Ferdinand Ellerman (1869-1940)                            |
| Ellison (en)     | 36 km    | Mervyn Archdall Ellison (en) (1909-1963)                  |
| Elmer (en)       | 36 km    | Charles Wesley Elmer (1872-1954)                          |
| Elvey (en)       | 74 km    | Christian Thomas Elvey (en) (1899-1970)                   |
| Emden (en)       | 111 km   | J. Robert Emden (1862-1940)                               |
| Encke (en)       | 28 km    | Johann Franz Encke (1791-1865)                            |
| Endymion         | 123 km   | Endymion (mythologie)                                     |
| Engel'gardt      | 43 km    | Vassili Engelhardt (1828-1915)                            |
| Eötvös (en)      | 99 km    | Loránd Eötvös (1848-1919)                                 |
| Epigenes         | 55 km    | Épigène de Byzance (? -circa 200 av. J.-C.)               |
| Epimenides (en)  | 27 km    | Épiménide (vivant en 596 av. J.-C.)                       |
| Eratosthenes     | 58 km    | Ératosthène (circa 276-196 av. J.-C.)                     |
| Erro (en)        | 61 km    | Luis Enrique Erro (en) (1897-1955)                        |
| Esclangon        | 15 km    | Ernest Esclangon (1876-1954)                              |
| Esnault-Pelterie | 79 km    | Robert Esnault-Pelterie (1881-1957)                       |
| Espin (en)       | 75 km    | Rev. Thomas Henry Espinell Compton Espin (en) (1858-1934) |
| Euclides         | 11 km    | Euclide (? -circa 300 av. J.-C.)                          |
| Euctemon (en)    | 62 km    | Euctémon (vivant en 432 av. J.-C.)                        |
| Eudoxus          | 67 km    | Eudoxe de Cnide (circa 408-355 av. J.-C.)                 |
| Euler (en)       | 27 km    | Leonhard Euler (1707-1783)                                |
| Evans (en)       | 67 km    | Sir Arthur Evans (1851-1941)                              |
| Evdokimov (en)   | 50 km    | Nicolas Evdokimov (1868-1940)                             |
| Evershed (en)    | 66 km    | John Evershed (1864-1956)                                 |
| Ewen             | 3 km     | (prénom masculin gaélique)                                |

## F
| Cratère        | Diamètre | Éponyme                                     |
| -------------- | -------- | ------------------------------------------- |
| Fabbroni       | 10 km    | Giovanni Fabbroni (1752-1822)               |
| Fabricius      | 78 km    | David Fabricius (1564-1617)                 |
| Fabry          | 184 km   | Charles Fabry (1867-1945)                   |
| Fahrenheit     | 6 km     | Gabriel Fahrenheit (1686-1736)              |
| Fairouz        | 3 km     | (prénom féminin arabe)                      |
| Faraday        | 69 km    | Michael Faraday (1791-1867)                 |
| Faustini       | 39 km    | Arnaldo Faustini (1874-1944)                |
| Fauth          | 12 km    | Philipp Johann Heinrich Fauth (1867-1941)   |
| Faye           | 36 km    | Hervé Faye (1814-1902)                      |
| Fechner        | 63 km    | Gustav Fechner (1801-1887)                  |
| Fedorov        | 6 km     | Aleksandr Petrovich Fedorov (1872-1920)     |
| Felix          | 1 km     | (prénom masculin latin)                     |
| Fényi          | 38 km    | Gyula Fényi (1845-1927)                     |
| Feoktistov     | 23 km    | Konstantin Petrovich Feoktistov (1926-)     |
| Fermat         | 38 km    | Pierre de Fermat (1601-1665)                |
| Fermi          | 183 km   | Enrico Fermi (1901-1954)                    |
| Fernelius      | 65 km    | Jean Fernel (1497-1558)                     |
| Fersman        | 151 km   | Aleksandr Yevgenyevich Fersman (1883-1945)  |
| Fesenkov       | 35 km    | Vassili Fessenkov (1889-1972)               |
| Feuillée       | 9 km     | Louis Feuillée (1660-1732)                  |
| Finsch         | 4 km     | Friedrich Hermann Otto Finsch (1839-1917)   |
| Finsen         | 72 km    | Niels Ryberg Finsen (1860-1904)             |
| Firmicus       | 56 km    | Firmicus Maternus (? -circa 330)            |
| Firsov         | 6 km     | Georgij F. Firsov (1917-1960)               |
| Fischer        | 30 km    | Emil Fischer (1852-1919)                    |
| Fischer        | 30 km    | Hans Fischer (1881-1945)                    |
| Fitzgerald     | 110 km   | George Francis Fitzgerald (1851-1901)       |
| Fizeau         | 111 km   | Armand Hippolyte L. Fizeau (1819-1896)      |
| Flammarion     | 74 km    | Camille Flammarion (1842-1925)              |
| Flamsteed (en) | 20 km    | John Flamsteed (1646-1719)                  |
| Fleming        | 106 km   | Alexander Fleming (1881-1955)               |
| Fleming        | 106 km   | Williamina P. Fleming (1857-1911)           |
| Florensky      | 71 km    | Kirill Pavlovich Florensky (1915-1982)      |
| Focas          | 22 km    | Jean-Henri Focas (1908-1969)                |
| Fontana        | 31 km    | Francesco Fontana (circa 1585-1656)         |
| Fontenelle     | 38 km    | Bernard le Bovier de Fontenelle (1657-1757) |
| Foster         | 33 km    | John Stuart Foster (1890-1964)              |
| Foucault       | 23 km    | Léon Foucault (1819-1868)                   |
| Fourier        | 51 km    | Joseph Fourier (1768-1830)                  |
| Fowler         | 146 km   | Alfred Fowler (1868-1940)                   |
| Fowler         | 146 km   | Ralph H. Fowler (1889-1944)                 |
| Fox            | 24 km    | Philip Fox (1878-1944)                      |
| Fra Mauro      | 101 km   | Fra Mauro (? -1459)                         |
| Fracastorius   | 112 km   | Girolamo Fracastoro (1483-1553)             |
| Franck         | 12 km    | James Franck (1882-1964)                    |
| Franklin       | 56 km    | Benjamin Franklin (1706-1790)               |
| Franz          | 25 km    | Julius Heinrich Franz (1847-1913)           |
| Fraunhofer     | 56 km    | Joseph von Fraunhofer (1787-1826)           |
| Fredholm       | 14 km    | Erik Ivar Fredholm (1866-1927)              |
| Freud          | 2 km     | Sigmund Freud (1856-1939)                   |
| Freundlich     | 85 km    | Erwin Findlay-Freundlich (en) (1885-1964)   |
| Fridman        | 102 km   | Alexander Friedmann (1888-1925)             |
| Froelich       | 58 km    | Jack E. Froelich (1921-1967)                |
| Frost          | 75 km    | Edwin B. Frost (en) (1866-1935)             |
| Fryxell        | 18 km    | Roald H. Fryxell (1934-1974)                |
| Furnerius      | 135 km   | Georges Furner (vivant en 1643)             |